# James Van Alen
James Henry Van Alen (ur. 19 września 1902 w Newport, Rhode Island, zm. 3 lipca 1991 tamże) – amerykański tenisista, działacz, współtwórca systemu punktacji w tenisie.

## Kariera zawodowa
Jako zawodnik reprezentował barwy Uniwersytetu Cambridge oraz brał udział w wielkoszlemowych turniejach US Open, French Open i Wimbledonie. Zdobywał tytuły mistrza USA w singlu i deblu (krajowe). Podczas II wojny światowej służył w marynarce. Dyrektor kasyna w Newport, w 1954 był jednym z inicjatorów powołania Międzynarodowej Tenisowej Galerii Sławy oraz jej prezydentem. Był również dyrektorem turnieju tenisowego w Newport.
Wyniósł ze swojej kariery przekonanie o potrzebie zmiany systemu punktowania w tenisie. Większość z jego pomysłów nie została zaakceptowana – m.in. sposób liczenia punktów w poszczególnych gemach (1, 2, 3 zamiast obowiązujących 15, 30 i 40, zastąpienie równowag i przewag w gemie punktem decydującym) lub zastąpienie punktacji gemowej punktami na wzór tenisa stołowego do 21. Przyjęty został natomiast pomysł skrócenia setów poprzez specjalny gem trzynasty – tie-break. Tie-break, ostatecznie stosowany w formule nieco innej niż Van Alena, zrewolucjonizował tenis i uczynił go grą chętniej widzianą przez realizatorów telewizyjnych.
Pierwsze próby wprowadzenia tie-breaka Van Alen realizował na turnieju w Newport, następnie tie-breaka testowano na innych amerykańskich turniejach, w tym US Open. W połowie lat 70. Międzynarodowa Federacja Tenisowa również zaakceptowała ideę tie-breaka, chociaż Van Alen nie zgadzał się z modyfikacjami jego propozycji (najważniejsza zmiana polegała na zastąpieniu jednego punktu decydującego przy stanie 4:4 koniecznością uzyskania przewagi dwóch punktów) i nazywał wersję Federacji „powolną śmiercią”.
Zbiegiem okoliczności dokładnie w dniu śmierci Van Alena odbył się półfinał Wimbledonu, w którym Michael Stich pokonał Stefana Edberga po trzech tie-breakach, ani razu nie przełamując serwisu przeciwnika. Ten mecz i wiele innych potwierdziło potrzebę reformy Van Alena, szczególnie w dobie coraz potężniejszych serwisów.
W 1965 James Van Alen został uhonorowany miejscem w Międzynarodowej Tenisowej Galerii Sławy; przed siedzibą Galerii Sławy w Newport stoi jego pomnik.